# Tenbury Wells
Tenbury Wells est une ville du Worcestershire, en Angleterre. Elle est située dans l'ouest du comté, sur la rive sud de la Teme (en) qui forme la frontière avec le comté voisin du Shropshire. Administrativement, elle relève du district de Malvern Hills. Au recensement de 2011, elle comptait 3 777 habitants.